# Japans Grand Prix 2012
Japans Grand Prix 2012, officiellt 2012 Formula 1 Japanese Grand Prix, var en Formel 1-tävling som hölls den 7 oktober 2012 på Suzuka Circuit i Japan. Det var den femtonde tävlingen av Formel 1-säsongen 2012 och kördes över 53 varv. Vinnare av loppet blev Sebastian Vettel för Red Bull, tvåa blev Felipe Massa för Ferrari och trea blev Kamui Kobayashi för Sauber.

## Kvalet

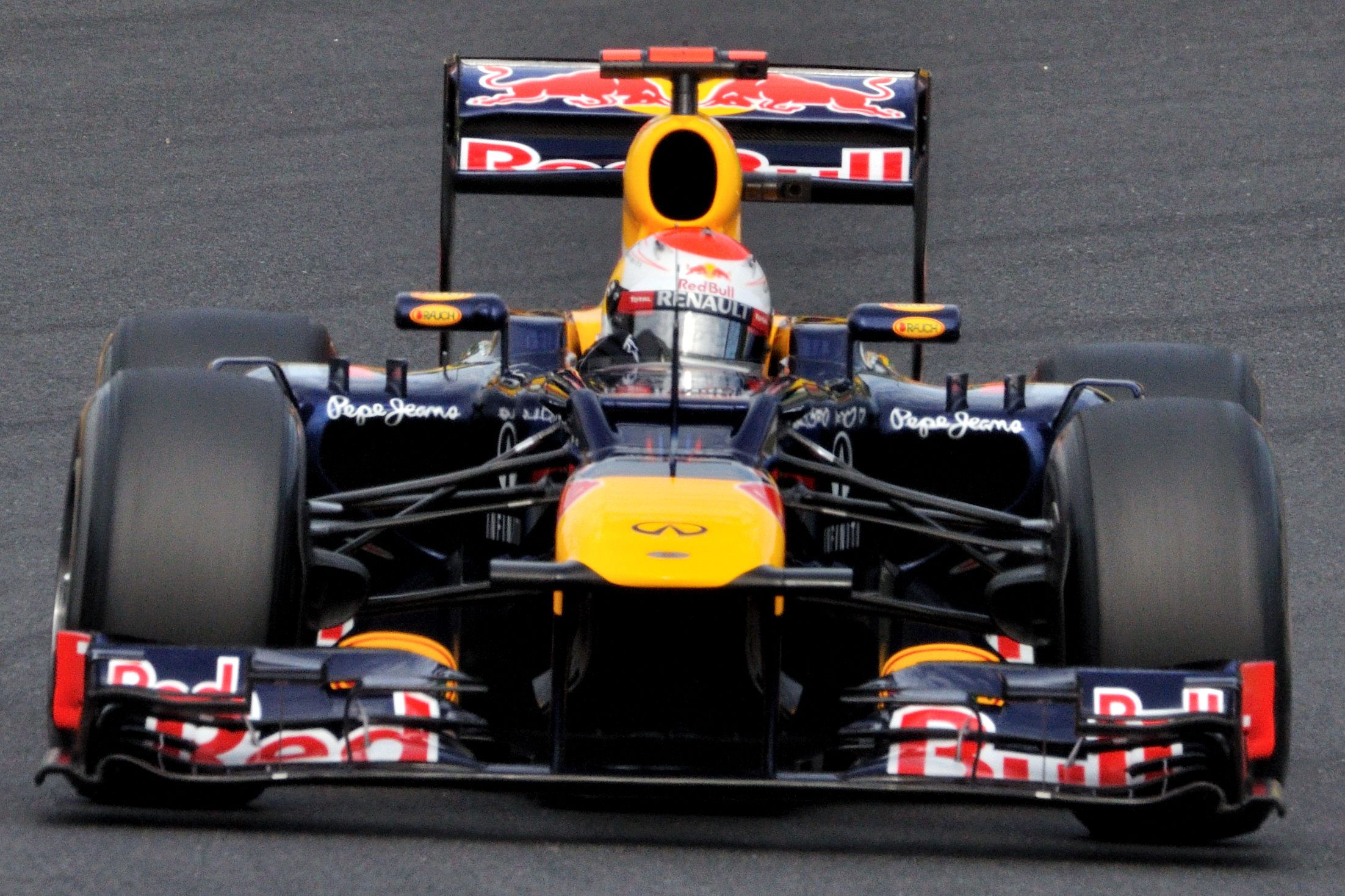
Sebastian Vettel tog pole position.

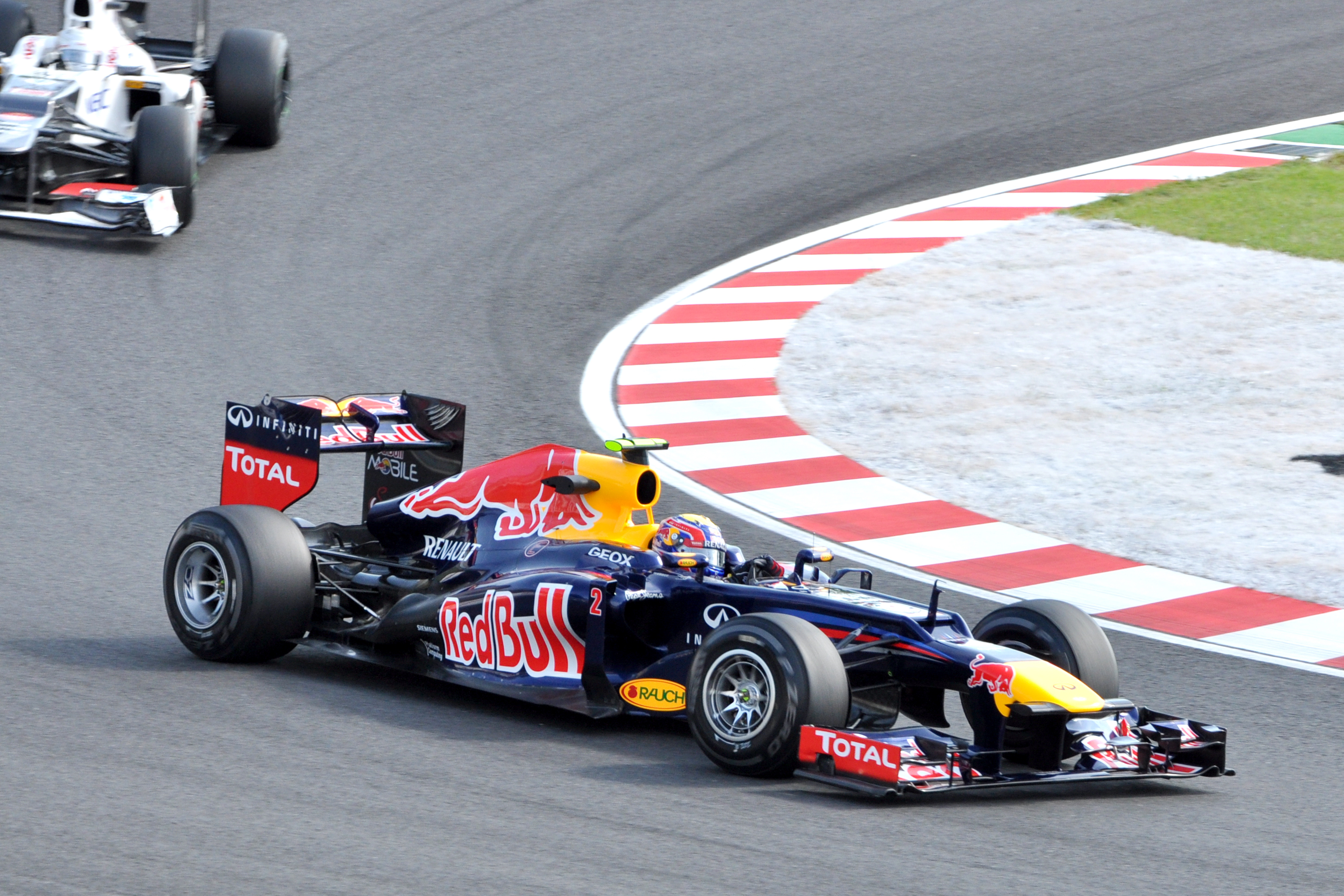
Mark Webber kvalade tvåa.

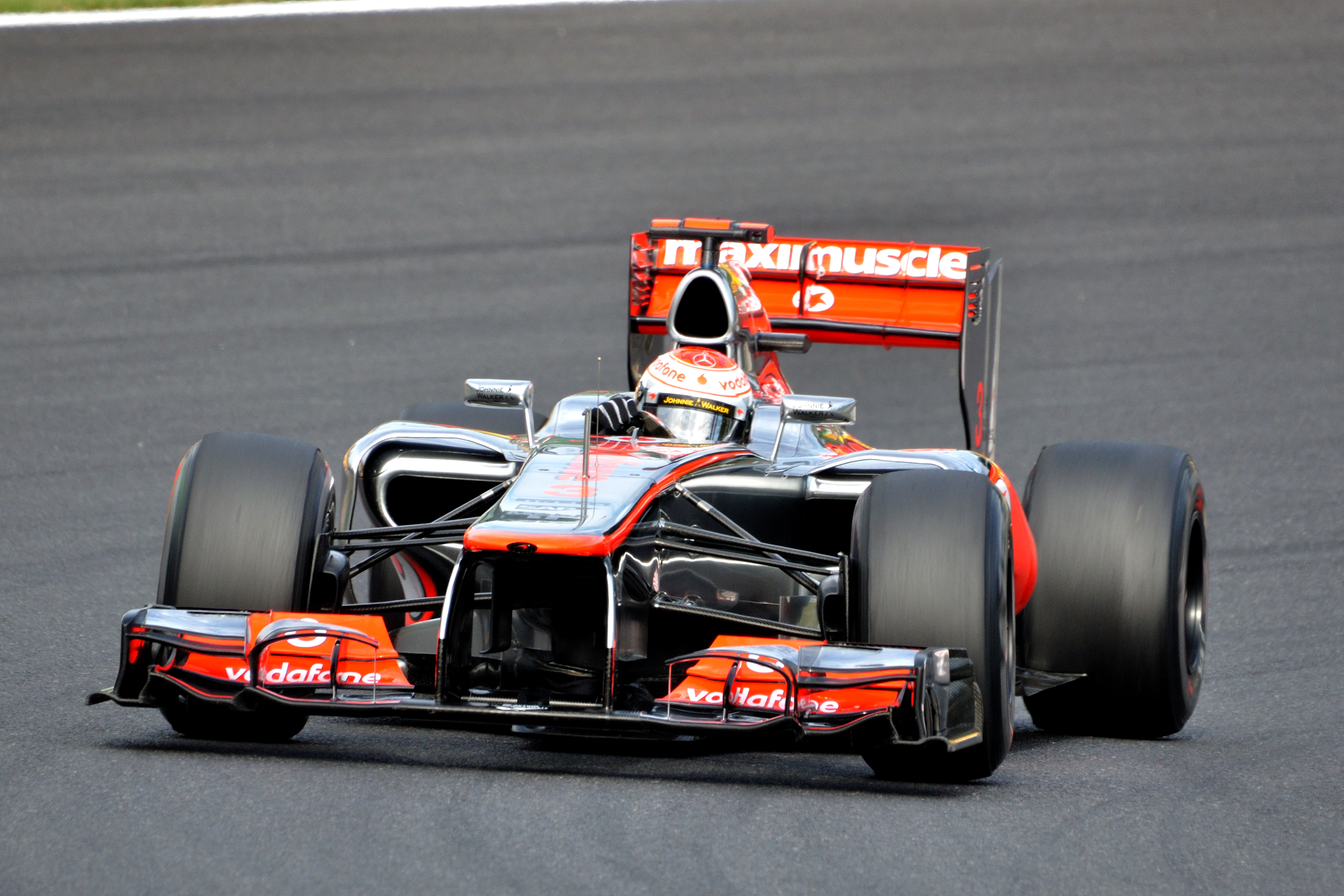
Jenson Button startade från den tredje startrutan.

| KR. | Nr | Förare             | Konstruktör          | Q1       | Q2       | Q3        | Grid |
| --- | -- | ------------------ | -------------------- | -------- | -------- | --------- | ---- |
| 1   | 1  | Sebastian Vettel   | Red Bull-Renault     | 1.32,608 | 1.31,501 | 1.30,839  | 1    |
| 2   | 2  | Mark Webber        | Red Bull-Renault     | 1.32,951 | 1.31,950 | 1.31,090  | 2    |
| 3   | 3  | Jenson Button      | McLaren-Mercedes     | 1.33,077 | 1.31,772 | 1.31,290  | 81   |
| 4   | 14 | Kamui Kobayashi    | Sauber-Ferrari       | 1.32,042 | 1.31,886 | 1.31,700  | 3    |
| 5   | 10 | Romain Grosjean    | Lotus-Renault        | 1.32,029 | 1.31,968 | 1.31,898  | 4    |
| 6   | 15 | Sergio Pérez       | Sauber-Ferrari       | 1.32,147 | 1.32,169 | 1.32,022  | 5    |
| 7   | 5  | Fernando Alonso    | Ferrari              | 1.32,459 | 1.31,833 | 1.32,114  | 6    |
| 8   | 9  | Kimi Räikkönen     | Lotus-Renault        | 1.32,221 | 1.31,826 | 1.32,208  | 7    |
| 9   | 4  | Lewis Hamilton     | McLaren-Mercedes     | 1.33,061 | 1.32,121 | 1.32,327  | 9    |
| 10  | 12 | Nico Hülkenberg    | Force India-Mercedes | 1.32,828 | 1.32,272 | Ingen tid | 151  |
| 11  | 6  | Felipe Massa       | Ferrari              | 1.32,946 | 1.32,293 |           | 10   |
| 12  | 11 | Paul di Resta      | Force India-Mercedes | 1.32,898 | 1.32,327 |           | 11   |
| 13  | 7  | Michael Schumacher | Mercedes             | 1.33,349 | 1.32,469 |           | 232  |
| 14  | 18 | Pastor Maldonado   | Williams-Renault     | 1.32,834 | 1.32,512 |           | 12   |
| 15  | 8  | Nico Rosberg       | Mercedes             | 1.33,015 | 1.32,625 |           | 13   |
| 16  | 16 | Daniel Ricciardo   | Toro Rosso-Ferrari   | 1.33,059 | 1.32,954 |           | 14   |
| 17  | 17 | Jean-Éric Vergne   | Toro Rosso-Ferrari   | 1.33,370 | 1.33,368 |           | 193  |
| 18  | 19 | Bruno Senna        | Williams-Renault     | 1.33,405 |          |           | 16   |
| 19  | 20 | Heikki Kovalainen  | Caterham-Renault     | 1.34,657 |          |           | 17   |
| 20  | 24 | Timo Glock         | Marussia-Cosworth    | 1.35,213 |          |           | 18   |
| 21  | 22 | Pedro de la Rosa   | HRT-Cosworth         | 1.35,385 |          |           | 20   |
| 22  | 25 | Charles Pic        | Marussia-Cosworth    | 1.35,429 |          |           | 21   |
| 23  | 21 | Vitalij Petrov     | Caterham-Renault     | 1.35,432 |          |           | 22   |
| 24  | 23 | Narain Karthikeyan | HRT-Cosworth         | 1.36,734 |          |           | 24   |

| Vidare från första kvalrundan ▬▬ Vidare från andra kvalrundan ▬▬ |

Noteringar:
- ^1  — Jenson Button och  Nico Hülkenberg fick vardera fem platsers nedflyttning efter otillåtna växellådsbyten.[1][2]
- ^2  — Michael Schumacher fick tio platsers nedflyttning för att ha orsakat en kollision under den föregående tävlingen.[3]
- ^3  — Jean-Éric Vergne fick tre platsers nedflyttning för att ha hindrat Bruno Senna under den första kvalomgången.[4]

## Loppet

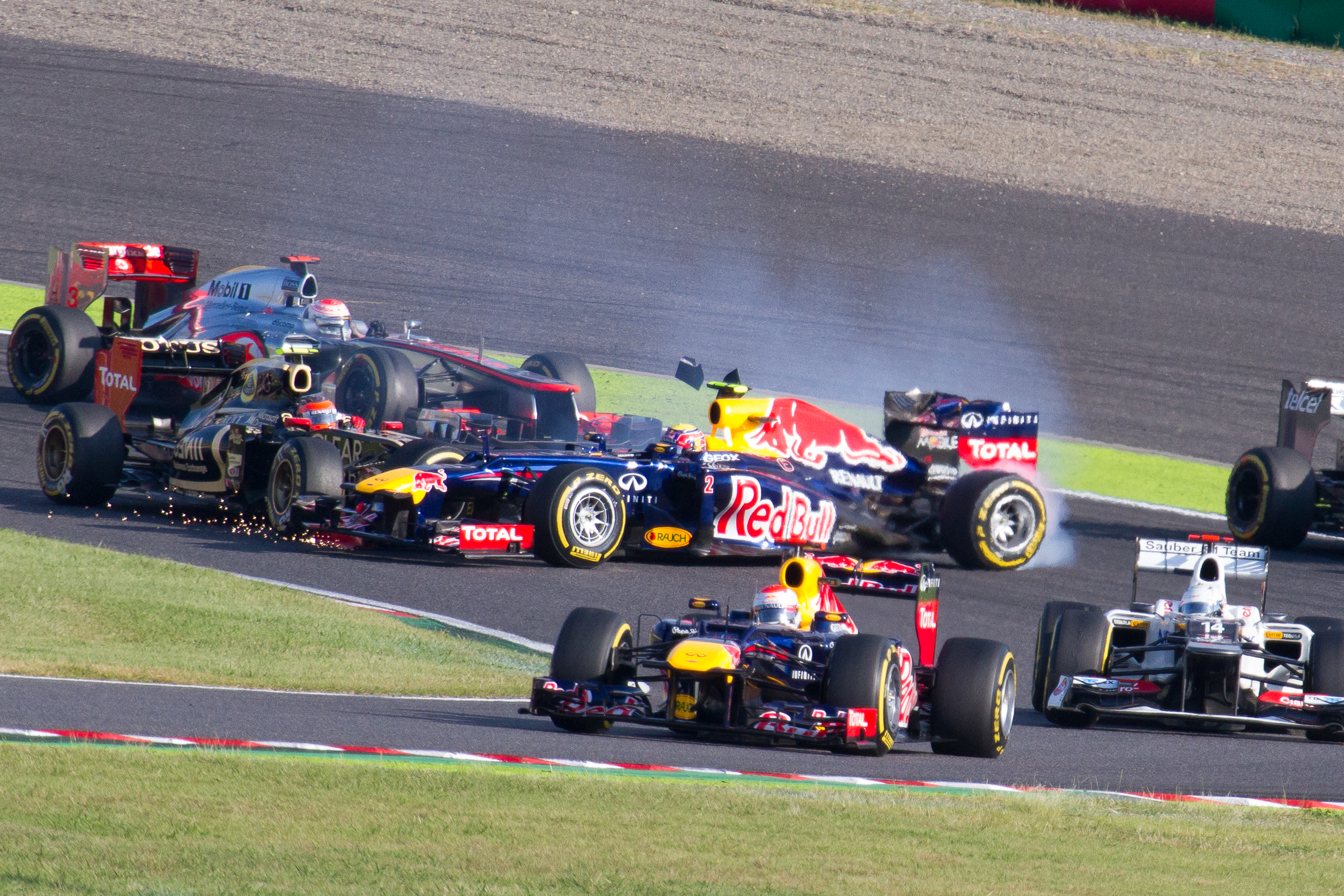
Sebastian Vettel tog ledningen och vann loppet.

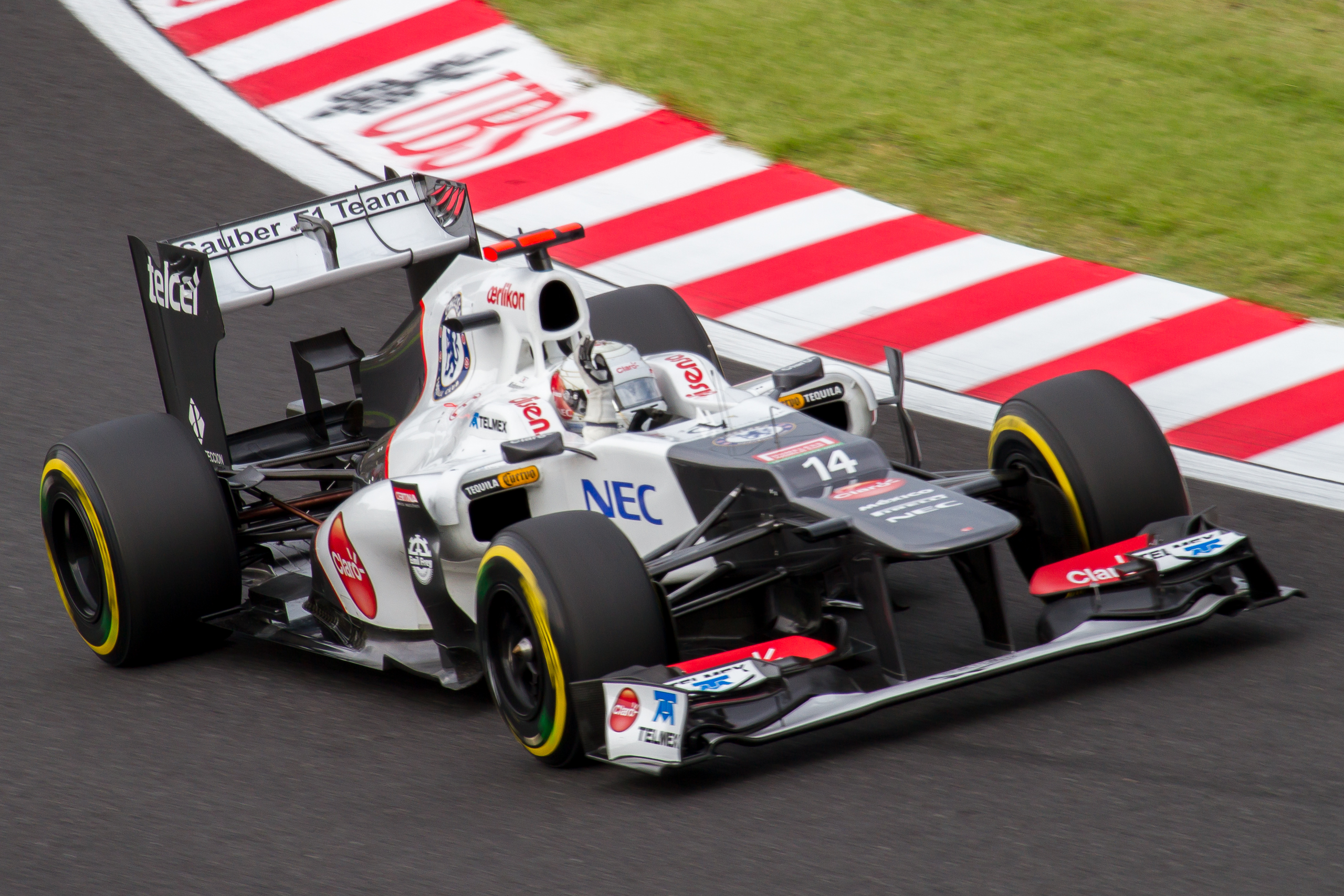
Kamui Kobayashi blev trea och tog därmed sin första pallplats i formel 1.

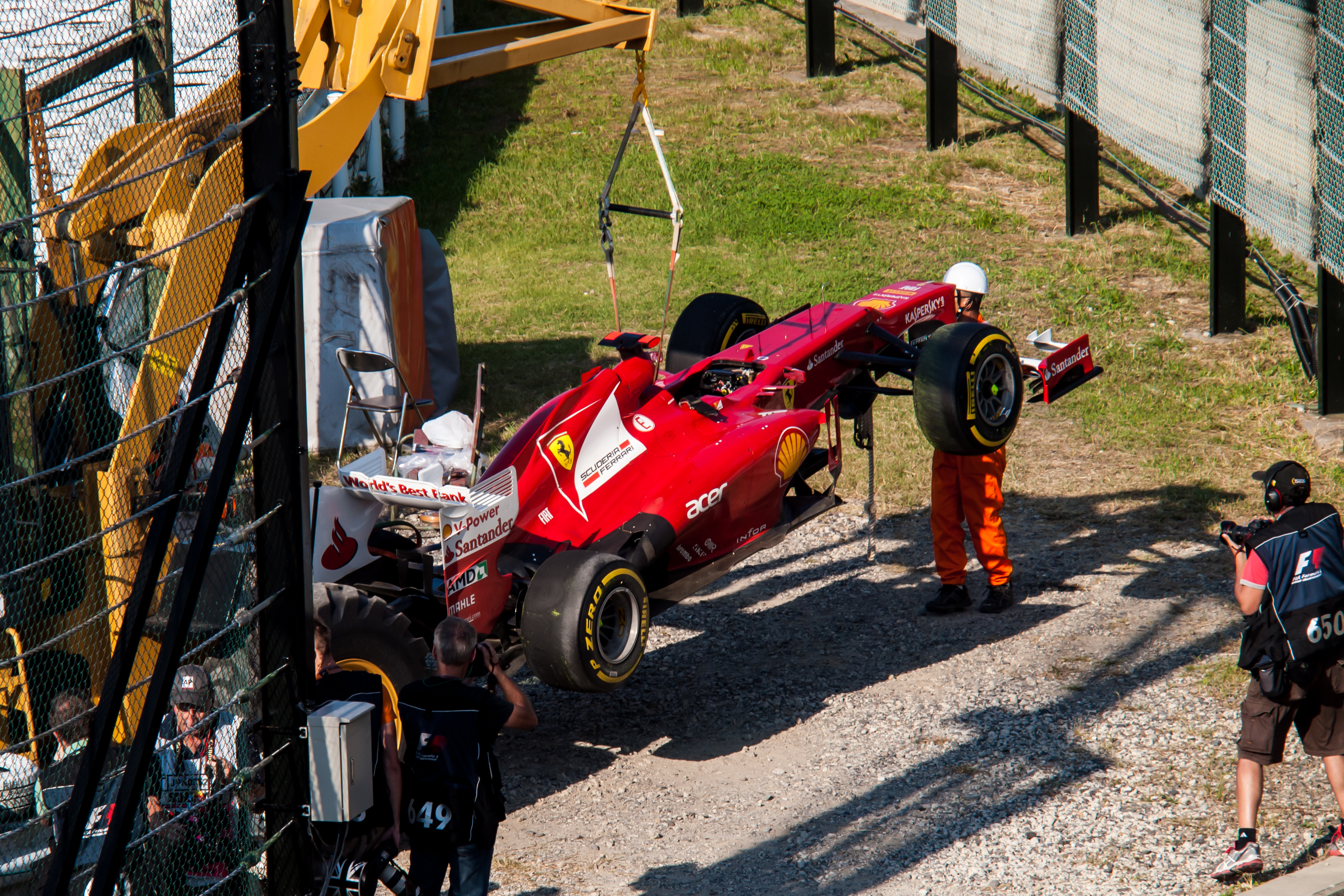
Mästerskapsledaren Fernando Alonso kraschade redan på första varvet.

| Pos. | Nr | Förare             | Konstruktör          | Varv | Tid         | Grid | P  |
| ---- | -- | ------------------ | -------------------- | ---- | ----------- | ---- | -- |
| 1    | 1  | Sebastian Vettel   | Red Bull-Renault     | 53   | 1:28.56,242 | 1    | 25 |
| 2    | 6  | Felipe Massa       | Ferrari              | 53   | +20,632     | 10   | 18 |
| 3    | 14 | Kamui Kobayashi    | Sauber-Ferrari       | 53   | +24,538     | 3    | 15 |
| 4    | 3  | Jenson Button      | McLaren-Mercedes     | 53   | +25,098     | 8    | 12 |
| 5    | 4  | Lewis Hamilton     | McLaren-Mercedes     | 53   | +46,490     | 9    | 10 |
| 6    | 9  | Kimi Räikkönen     | Lotus-Renault        | 53   | +50,424     | 7    | 8  |
| 7    | 12 | Nico Hülkenberg    | Force India-Mercedes | 53   | +51,159     | 15   | 6  |
| 8    | 18 | Pastor Maldonado   | Williams-Renault     | 53   | +52,364     | 12   | 4  |
| 9    | 2  | Mark Webber        | Red Bull-Renault     | 53   | +54,675     | 2    | 2  |
| 10   | 16 | Daniel Ricciardo   | Toro Rosso-Ferrari   | 53   | +1.06,919   | 14   | 1  |
| 11   | 7  | Michael Schumacher | Mercedes             | 53   | +1.07,769   | 23   |    |
| 12   | 11 | Paul di Resta      | Force India-Mercedes | 53   | +1.23,460   | 11   |    |
| 13   | 17 | Jean-Éric Vergne   | Toro Rosso-Ferrari   | 53   | +1.28,645   | 19   |    |
| 14   | 19 | Bruno Senna        | Williams-Renault     | 53   | +1.28,709   | 16   |    |
| 15   | 20 | Heikki Kovalainen  | Caterham-Renault     | 52   | +1 varv     | 17   |    |
| 16   | 24 | Timo Glock         | Marussia-Cosworth    | 52   | +1 varv     | 18   |    |
| 17   | 21 | Vitalij Petrov     | Caterham-Renault     | 52   | +1 varv     | 22   |    |
| 18   | 22 | Pedro de la Rosa   | HRT-Cosworth         | 52   | +1 varv     | 20   |    |
| 19   | 10 | Romain Grosjean    | Lotus-Renault        | 51   | Växellåda   | 4    |    |
| Ret  | 25 | Charles Pic        | Marussia-Cosworth    | 36   | Motor       | 21   |    |
| Ret  | 23 | Narain Karthikeyan | HRT-Cosworth         | 32   | Vibrationer | 24   |    |
| Ret  | 15 | Sergio Pérez       | Sauber-Ferrari       | 19   | Körde av    | 5    |    |
| Ret  | 5  | Fernando Alonso    | Ferrari              | 0    | Kollision   | 6    |    |
| Ret  | 8  | Nico Rosberg       | Mercedes             | 0    | Kollision   | 13   |    |

| Förare och stall som tog poäng ▬▬ |

## Ställning efter loppet
|   | Pos. | Förare           | Poäng |
| - | ---- | ---------------- | ----- |
| ▬ | 1    | Fernando Alonso  | 194   |
| ▬ | 2    | Sebastian Vettel | 190   |
| ▬ | 3    | Kimi Räikkönen   | 157   |
| ▬ | 4    | Lewis Hamilton   | 152   |
| ▬ | 5    | Mark Webber      | 134   |

|   | Pos. | Konstruktör      | Poäng |
| - | ---- | ---------------- | ----- |
| ▬ | 1    | Red Bull-Renault | 324   |
| ▬ | 2    | McLaren-Mercedes | 283   |
| ▬ | 3    | Ferrari          | 263   |
| ▬ | 4    | Lotus-Renault    | 239   |
| ▬ | 5    | Mercedes         | 136   |

- Notering: Endast de fem bästa placeringarna i vardera mästerskap finns med på listorna.